# Stare de fapt
Stare de fapt este un film românesc dramatic din 1995, regizat de Stere Gulea. Rolurile principale au fost interpretate de actorii Oana Pellea, Mircea Rusu, Dan Condurache, Răzvan Vasilescu, Șerban Celea, Luminița Gheorghiu, Mara Grigore, Cornel Scripcaru și Silviu Stănculescu.
Subiectul filmului îl reprezintă condamnarea pe nedrept a unei asistente medicale pentru că ar fi furat medicamente sosite ca ajutoare în perioada Revoluției din decembrie 1989. Motivul arestării și condamnării sale l-a constituit faptul că ea a asistat la uciderea cu premeditare a unor revoluționari răniți și apoi la falsificarea rapoartelor medico-legale ale celor împușcați de către un ofițer de securitate transformat mai apoi în revoluționar. Cu acordul tacit al celor care s-au erijat în conducători ai revoluționarilor, femeii i se înscenează un furt pentru a o convinge să „uite” întâmplările la care a fost martoră.
Filmul a obținut șase premii UCIN, iar actrița Oana Pellea a câștigat trei premii internaționale pentru cea mai bună interpretare feminină. Acest film a fost propunerea României la Premiul Oscar pentru cel mai bun film străin în 1997, dar nu a intrat în concurs.

## Rezumat
Aflată pe masa de nașteri a unei maternități, asistenta medicală Alberta Costineanu (Oana Pellea) își amintește o serie de întâmplări care i-au schimbat dramatic viața.
Înainte de Revoluția din decembrie 1989, ea trăia cu medicul Andrei Secoșan (Mircea Rusu), proaspăt divorțat. În seara zilei de 21 decembrie 1989, tânăra asistentă se trezește la ușă cu un adolescent rănit. Alberta și medicul îl aduc în apartament și observă că băiatul fusese împușcat în burtă, iar starea sa de sănătate era gravă. Cei doi îl tratează, iar Alberta sună la spital cerând trimiterea unei ambulanțe. Deoarece nicio mașină nu era disponibilă, medicul și asistenta decid să-l ducă pe tânăr la spital cu autoturismul lor. Drumul este blocat însă de cordoane de militari înarmați, iar pe o străduță lăturalnică pe unde vruseră să ocolească dau de o baricadă. Acolo aveau loc niște manifestații anticomuniste, iar un ofițer de securitate (Răzvan Vasilescu) le blochează înaintarea, luând actele medicului și cerându-i să rămână pe loc. Într-un moment de îmbulzeală, medicul întoarce mașina și se deplasează spre spital, unde îl duc pe tânăr direct în sala de operație. Viața tânărului este astfel salvată.

Captură de ecran din film. În prim-plan se află asistenta Alberta Costineanu (Oana Pellea).

La scurtă vreme, ofițerul Mureșan sosește și el la spital și îi aduce medicului actele de identitate. El îl obligă pe Secoșan să-i predea registrul de internări, amenințându-l cu un pistol. Alberta, Andrei și ofițerul se duc apoi la morga spitalului unde se aflau mai mulți morți prin împușcare, iar Mureșan îi obligă pe medic și pe asistentă să modifice rapoartele medico-legale ale celor decedați, scriind că au murit în urma unui accident de circulație. Printre cei decedați este găsit și tânărul adus anterior la spital, iar Alberta observă că acesta avea o rană de glonte în cap. Medicul semnează actele medicale, dar asistenta refuză să o facă în ciuda amenințărilor ofițerului de securitate.
Medicii află de la televizor în dimineața următoare că Nicolae Ceaușescu a fugit. Bucureștenii ies pe străzi într-o stare de euforie, iar Alberta părăsește și ea spitalul și merge la sediul Televiziunii Române. În timpul manifestațiilor de bucurie ale oamenilor are loc un schimb de focuri între militari și pretinși teroriști, iar un alt tânăr este împușcat. Alberta și cu un revoluționar îl duc în clădirea Televiziunii, unde se mai aflau și alți răniți. Asistenta medicală de la cabinetul instituției se plânge însă că nu are materiale sanitare, iar Alberta merge să facă rost de medicamente. Între timp, tânărul (care nu putea să vorbească) este crezut a fi terorist arab și este bătut și apoi împușcat de revoluționari.
În perioada următoare Alberta se ocupă de tratarea răniților aflați în clădirea Televiziunii și organizează un punct de prim-ajutor, dormind câteva nopți acolo. În acest timp se perindă prin clădire mai mulți revoluționari, iar asistenta îl observă printre conducători pe Petrache Maxențiu (Dan Condurache), o veche cunoștință. Ajuns și el la Televiziune, ofițerul Mureșan este recunoscut de un revoluționar și se află în pericol de a fi linșat, dar este salvat de maiorul Leo (Cornel Scripcaru), care se ocupa de paza instituției. Alberta îi povestește lui Maxențiu cele văzute în noaptea precedentă, iar revoluționarul îi spune că ar fi mai bine să uite acele întâmplări, argumentând că „în timpul Revoluției mor oameni”.
Cabinetul medical de la TVR primește câteva lăzi cu energizante ca ajutoare, iar asistenta instituției o roagă pe Alberta să administreze răniților acele medicamente. Pilulele se dovedesc a fi niște anabolizante, iar răniții sunt astfel drogați. Alberta este considerată complice a teroriștilor și este anchetată de maiorul Leo, fiind însă eliberată la intervenția lui Maxențiu.
Asistenta medicală se întoarce acasă, iar în zilele următoare este amenințată telefonic de ofițerul Mureșan că va avea de suferit dacă nu-și va vedea de treabă. Femeia începe să se simtă terorizată, iar Andrei nu reușește să o calmeze. Înainte de Anul Nou, Alberta primește acasă câteva lăzi cu medicamente destinate Televiziunii. Ea nu apucă să le ducă acolo pentru că este arestată de un echipaj de la Miliția Economică sosit foarte repede la locuința ei. Ofițerul de miliție Crețu (Șerban Celea) o acuză că le-a dat anabolizante răniților și că a furat medicamente de la TVR. El îi spune că va fi eliberată cu condiția să scrie o declarație în care să-și recunoască vina de a fi furat acele medicamente, declarație care să fie folosită ca material de șantaj pentru a o convinge astfel să „uite” de morții de la Revoluție. Femeia refuză și este bătută, jignită și chiar violată de ofițerul Mureșan în arhiva secției de poliție. Securistul îi spune că nimeni nu va interveni în sprijinul ei, revoluționarul Maxențiu fiind și el șantajat cu un dosar mai vechi.
În ciuda tuturor acestor presiuni și umilințe, femeia refuză să scrie declarația cerută de milițieni și este trimisă în judecată pentru furt, fiind condamnată la 6 luni de închisoare. În perioada următoare, Maxențiu ajunge ministru în guvernul format după Revoluție, Crețu este avansat la gradul de locotenent colonel, iar dr. Secoșan devine șef de secție la spital. Alberta află în detenție că este însărcinată, iar Maxențiu o vizitează și încearcă să o convingă să facă avort. Relația dintre Andrei și Alberta se destramă.
După ce a fost eliberată din închisoare, Alberta se duce la locuința ofițerului Mureșan și află că acesta a fost găsit spânzurat și adus acasă în sicriu închis, după ce trăise ultimele luni într-o stare de spaimă patologică ca urmare a unor amenințări primite de la persoane necunoscute. Asistenta se duce apoi în cimitirul unde fuseseră înmormântați eroii Revoluției pentru a-i aduce un omagiu tânărului ucis la spital. Ea îl întâlnește acolo pe tatăl băiatului, un general-maior (Silviu Stănculescu), care îi spune că băiatul fusese premiant la școală și plecase de acasă în acea seară spunând că se duce la un coleg. Alberta se oferă să-i dezvăluie circumstanțele morții tânărului, dar generalul refuză să afle. Pe aleile cimitirului, femeia simte contracții și este dusă la spital unde naște. Ultima imagine a filmului surprinde figura fericită a Albertei atunci când își vede propriul copil.

## Distribuție
- Oana Pellea — asistenta medicală Alberta Costineanu
- Mircea Rusu — medicul Andrei Secoșan
- Dan Condurache — liderul revoluționar Petrache Maxențiu
- Răzvan Vasilescu — ofițerul de securitate Gigi Mureșan
- Șerban Celea — maiorul de miliție Crețu
- Luminița Gheorghiu — revoluționara care împarte brasarde
- Mara Grigore — asistenta medicală de la TVR
- Cornel Scripcaru — maiorul de securitate Leo, revoluționar
- Silviu Stănculescu — general-maior, tatăl tânărului ucis
- Cristian Iacob — cameramanul de la TVR
- Andrei Cătălin Băleanu
- Constantin Ghenescu — subofițerul de miliție de la poarta secției
- Viorica Vătămanu
- Maria Junghietu — soția lui Mureșan
- Radu Panamarenco
- Ion Chelaru — ofițer de la Miliția Economică
- Paul Ioachim
- Sorin Medeleni
- Ion Vîlcu — general-maior Nicolae, revoluționar
- Julieta Strîmbeanu
- Papil Panduru — revoluționarul arestat de Mureșan
- Marian Despina
- Dumitru Chesa — nea Iancu, șofer de ambulanță
- Adrian Titieni — revoluționarul care ține un discurs
- Gabriel Costea
- Mircea Stoian
- Mihai Cibu
- Viorel Comănici — maior de armată
- Elena Merișoreanu — cântăreața de muzică populară
- Doru Ana
- Alexandru Lazăr — subofițer de miliție
- Cătălin Rusu
- Mircea Jida — șeful de secție al TVR
- Adrian Nicolae
- Sorin Cociș
- Daniel Beșleagă
- Savel Stiopul — regizorul de platou de la TVR
- Andrei Duban
- Aida Dragomir
- Laura Jianu
- Dan Grigoraș
- Vlad Zamfirescu — un tânăr care a fost împușcat
- Cătălin Păduraru
- Cosmin Șofron — un soldat care moare împușcat
- Dragoș Stemate
- Carmen Papa
- Andreea Bibiri — secretara de platou
- Valentin Ionescu
- Șerban Pavlu — milițianul Marinescu

## Producție

### Scenariu
După Revoluția din decembrie 1989, regizorii Lucian Pintilie și Stere Gulea s-au aflat printre membrii fondatori ai Alianței Civice, o organizație a societății civile înființată în noiembrie 1990 ce își propunea să lupte împotriva „structurilor totalitare” și a „poliției politice”. Noua grupare politică, fondată de intelectuali de prestigiu și dizidenți din perioada comunistă precum Doina Cornea, Ana Blandiana, Gabriel Liiceanu, Alexandru Paleologu, Doina Uricariu, Horia Bernea, Victor Rebengiuc, Emil Constantinescu, Nicolae Manolescu, inginerul Dumitru Iuga, liderul studenților Marian Munteanu și alții, s-a plasat de partea opusă a noii puteri politice instaurate în România după Revoluție.
Scenariul filmului Stare de fapt a fost scris de regizorul Stere Gulea și romancierul Eugen Uricaru după o idee a regizorului Lucian Pintilie. Subiectul producției cinematografice îl constituia un fapt real care a fost intens mediatizat în primele luni de după Revoluția din decembrie 1989: condamnarea, pe nedrept, a unei asistente medicale pentru furt de medicamente.
Regizorul Stere Gulea a aflat din presă de această întâmplare și a fost surprins de abuzurile săvârșite de o societate nouă ce intenționa să elimine tocmai abuzurile săvârșite de regimul dictatorial comunist. El a vrut să prezinte o față ascunsă și întunecată a Revoluției din decembrie 1989 și să evidențieze ideea că puterea politică a fost preluată tot de indivizi ce aparțineau vechiului regim. Vorbind despre apariția acestui film, Gulea spunea următoarele: „În primul rând, geneza acestui film a fost lungă. Am luat cunoștință despre întâmplarea de la care am plecat încă din perioada aceea tulbure, decembrie ’89 – ianuarie ’90. După care am reîntâlnit-o în presă de vreo două-trei ori. M-a frapat ideea abuzului asupra unui om care întâmplător s-a găsit într-un loc, la un moment dat, și a văzut involuntar niște lucruri ce nu trebuiau cunoscute. Și de aceea i se înscenează ceva urât pentru a fi compromis și implicit discreditat. Mi s-a părut interesantă această poveste pentru că pe atunci se vorbea mereu despre fața ascunsă a revoluției. Nu știu care a fost adevărul în ceea ce privește povestea de la care am pornit. Important pentru mine a fost să văd până unde se poate întinde abuzul unei puteri, care face din individ ce vrea ea. În mentalitatea comunistă, întotdeauna au contat masele, nu individul în sine. Iar cel care spune adevărul și povestește ce a văzut este supus unor umilințe de-a dreptul dezumanizante”.

### Filmări
Filmul a fost realizat de Studioul nr. IV Cinerom, în colaborare cu Studioul de Creație Cinematografică al Ministerului Culturii (condus de Lucian Pintilie) și Filmex. Unul dintre rolurile secundare a fost interpretat de regizorul Savel Stiopul, acesta jucând rolul unui regizor de platou de la TVR.
Filmările au fost realizate în studiourile Centrului de Producție Cinematografică București. Regizor secund a fost Mircea Plângău, iar asistenți de regie Radu Leon și Alexandru Maftei. Filmul a fost realizat cu sprijinul Ministerului Apărării Naționale, Ministerului de Interne, Trustului de proiectări „Carpați”, Institutului de Arhitectură „Ion Mincu” din București, Studioului Cinematografic București S.A., Spitalului Clinic Municipal București și al companiei „Castel Film”. Pe genericul de final se precizează că filmul este „o producție 1995”.
Stere Gulea și-a motivat astfel demersul regizoral: „Am evitat, așa cum eram tentat în primele variante ale scenariului, partea de anchetă privind misterele nedezlegate ale Revoluției. Am preferat să mă aplec asupra a ceea ce a rezultat din Revoluție. O lume amestecată, bastardă, pe care, însă, dacă nu ne-o asumăm, nici n-o vom putea înțelege, nici depăși”. El adăuga cu un alt prilej următoarele: „Dacă de la acest film omul nu pleacă cu o lovitură în stomac, atunci l-am făcut degeaba”.

## Recepție
Filmul Stare de fapt a fost vizionat de 19.406 spectatori la cinematografele din România, după cum atestă o situație a numărului de spectatori înregistrat de filmele românești de la data premierei și până la data de 31.12.2007 alcătuită de Centrul Național al Cinematografiei.
Recenziile acestui film au fost în general pozitive, deși unii autori au afirmat că activitatea regizorului se remarcă prin neglijență ca urmare a prezenței unor inadvertențe în derularea acțiunii.
În Istoria filmului românesc (1897-2000) (Ed. Fundației Culturale Române, București, 2000), criticul Călin Căliman considera că Stare de fapt era pentru regizor „încă un pas spre «filmul de vârf»”, precum și un important film postrevoluționar. El afirmă că personajul principal feminin este asemănător cu cel din Vulpe - vânător (interpretat tot de Oana Pellea), a cărui sarcină o preia într-un context nou: perioada Revoluției și cea imediat următoare. Potrivit lui, actrița Oana Pellea dovedește „o rară forță de interiorizare, tăceri și simțiri violente, o luciditate vecină cu disperarea”, personajul trecând prin stări de tensiune extremă. Și ceilalți actori creează personaje expresive: Răzvan Vasilescu interpretează „un individ odios și nociv, desenat în culori tari și crude”, în timp ce Mara Grigore, Mircea Rusu și Dan Condurache reușesc să depășească limite1e rolurilor încredințate lor. Imaginile filmate de Vivi Drăgan Vasile se remarcă prin dramatism. Concluzia criticului este următoarea: „filmul, cu aluzii metaforice (ca secvența sacrificării cailor albi în curtea televiziunii), devine șocant uneori, îndeosebi prin violențele de limbaj, aproape insuportabil prin brutalități (secventa interogatoriului cu palme și pumni, scena violului din incinta arhivei și chiar nașterea încrâncenată din final); nu se poate trece repede, însă, peste «amănuntul» că bastardul este adus pe lume, ca o speranță amară, de maica-fecioara, care a suportat cu stoicism tragicele întâmplări la care a supus-o viața”.
Criticul Tudor Caranfil a dat filmului o stea din cinci și a făcut următorul comentariu: „În seara de 21 decembrie 1989, o asistentă medicală e martora mistificării necropsiei unor tineri împușcați. O zi mai târziu, ea îi recunoaște pe cei care șterseseră urmele crimei în mulțimea revoluționară de la Televiziune. Mulțumită abilității securiștilor, i se înscenează un furt, și substituirea vinovaților prin victime continuă. Ingenios gândit, filmul dezamăgește la nivel profesional, prin neglijență și abundența inadvertențelor. Personaje schematice, tipizate ca în istoriile cu uteciști de odinioară – eroi pe fruntea cărora scrie, previzibil, ce hram poartă fiecare – populează secvențe conduse cu evidentă lehamite. Pr UCIN pt imag: Vivi Drăgan Vasile.”

## Premii
Filmul Stare de fapt a obținut șase premii ale Uniunii Cineaștilor din România (UCIN) pe anii 1994-1995 și anume: Premiul pentru regie (Stere Gulea), Premiul pentru interpretare, rol principal feminin (Oana Pellea), Premiul pentru interpretare, rol secundar masculin (Răzvan Vasilescu - pentru Stare de fapt și O vară de neuitat- ex-aequo cu Mircea Rusu - pentru Stare de fapt), Premiul pentru imagine (Vivi Drăgan Vasile; ex-aequo cu Dinu Tănase pentru filmul Rosenemil - O tragică iubire) și Premiul pentru coloană sonoră (Horea Murgu).
De asemenea, actrița Oana Pellea a obținut și câteva premii internaționale:
- Premiul „The Golden Plate” pentru rolul principal din filmul Stare de fapt la Festivalul Filmului Politic „Cinema e Storia” de la San Marino (1996)[11][12]
- Premiul orașului Geneva - Premiul special al juriului pentru rolul principal din filmul Stare de fapt la Festivalul Internațional de Film de la Geneva (1996)[11][12][13]
- Premiul pentru rolul principal din filmul Stare de fapt acordat de Festivalul Internațional de Film „Vulturul de Aur” de la Batumi, Georgia (1997)[11]

De asemenea, directorul de imagine Vivi Drăgan Vasile a obținut Premiul Pro Victoria (1997) pentru imaginea filmului Stare de fapt.
Stare de fapt a fost propunerea României la Premiul Oscar pentru cel mai bun film străin în 1997, dar nu a intrat în concurs.